# Ла Селва (Болцано)
Ла Селва је насеље у Италији у округу Болцано, региону Трентино-Јужни Тирол.
Према процени из 2011. у насељу је живело 85 становника. Насеље се налази на надморској висини од 1580 м.